# Cayuga

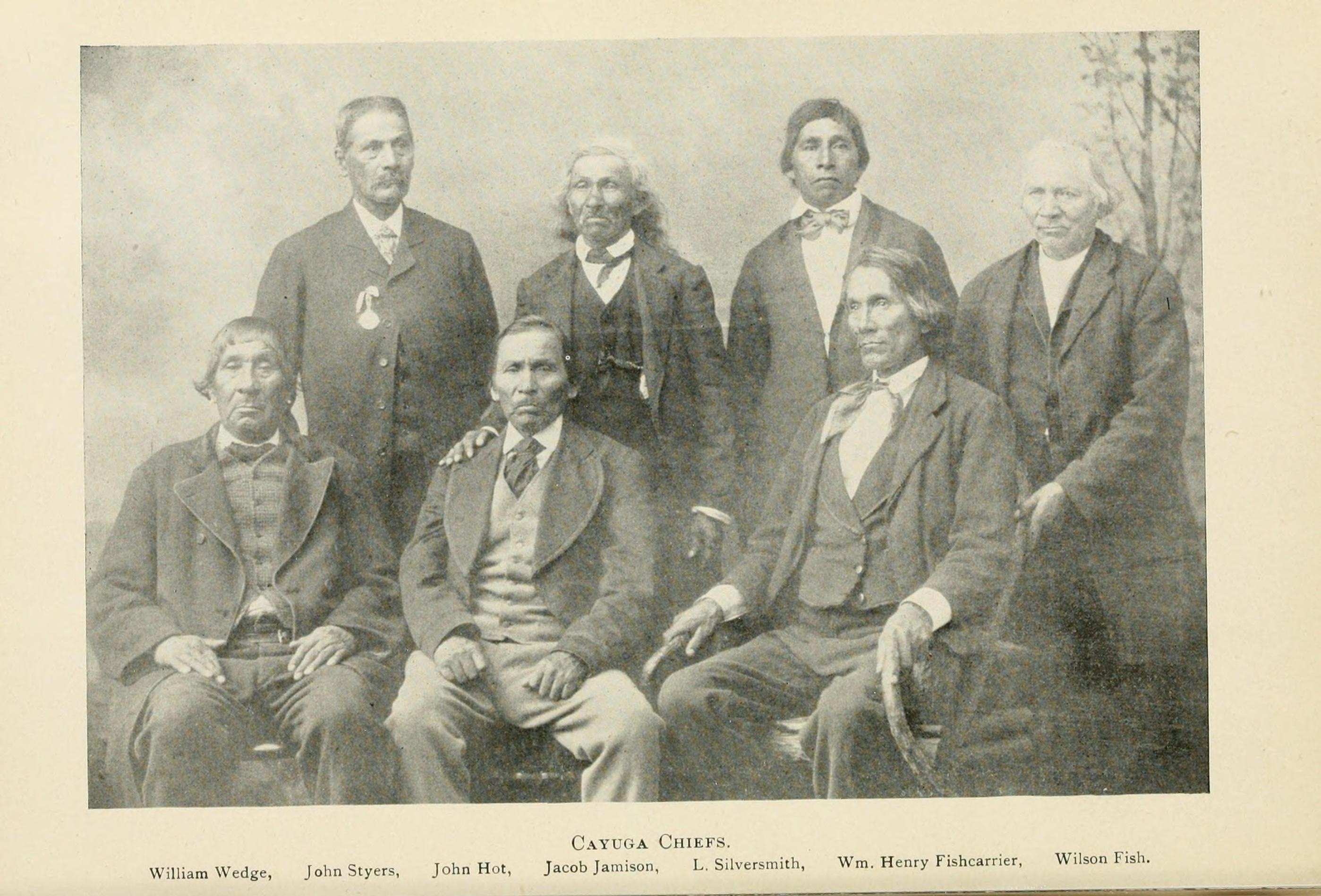
Retrato de líderes cayuga, 1901.

Los cayuga son una nación de la Confederación Iroquesa, cuyo nombre proviene de una de las tres ciudades que tenían, Goi-o gouen (de donde salen las embarcaciones), y su pronunciación correcta es Gayogohó:no’. . Las otras ciudades eran Onontaré (más tarde Saint René) y Thionero (St Stephen). Vivían en los alrededores del lago Cayuga, al centro de Nueva York. Actualmente viven en Nueva York, un grupo con los seneca de Oklahoma, y el resto repartidos entre Ohio, Wisconsin y Ontario.
Numéricamente, pasaron de 1500 en 1660, 1.100 en 1778 y 800 en Ontario y 175 en Nueva York en 1812, en 1960 eran 1500 repartidos entre Ontario, Wisconsin y Ohio, 300 en Nueva York y 100 en Oklahoma con senecas. Según Asher en 1980 eran 3.000 individuos, de los cuales 400 hablaban la lengua propia. Según el censo de los EE. UU. de 2000, había 1.399 cayuga registrados, otros tantos con los seneca-cayuga, y un número indeterminado en Ontario.

## Etimología
Algunos lingüistas han especulado con la posibilidad de que las palabras "Cayuga" y "cayuco" o "cayuca" puedan tener un origen común. Ambas parabras se refieren a embarcaciones, siendo la primera una versión sonoriza de la segunda. El origen común es la palabra caribeña "cayo" del latín "gaius".

## Lista de Cayugas
- Deskaheh

## Enlace
- Página oficial de los Cayuga

- Datos: Q210334
- Multimedia: Cayuga (people) / Q210334